# Pacios (Río)
Pacios (llamada oficialmente Pacios de San Xurxo) es una aldea situada en la parroquia de Sanjurjo, del municipio español de Río, en la provincia de Orense, Galicia.

## Demografía
| Gráfica de evolución demográfica de Pacios entre 2000 y 2023 |
|                                                              |
| Datos según el nomenclátor publicado por el INE.             |